# Bazum
Bazum – wieś w Armenii, w prowincji Lorri. W 2011 roku liczyła 1116 mieszkańców.